# Berlin-Schöneberg
Schöneberg is een stadsdeel van Berlijn dat deel uitmaakt van het district Tempelhof-Schöneberg. Het stadsdeel telt ruim 124.000 inwoners en ligt in het hart van de Duitse hoofdstad. Het noordelijke deel van Schöneberg behoort met de Wittenbergplatz, de Nollendorfplatz en de Tauentzienstraße tot de City-West, het westelijke centrum van Berlijn, het zuiden is vooral residentieel van karakter. Met de vorming van Groot-Berlijn in 1920 werd de voorheen zelfstandige stad Schöneberg een district van Berlijn. Dit district, waartoe ook het huidige stadsdeel Friedenau behoorde, fuseerde bij een bestuurlijke herindeling in 2001 met Tempelhof. Bekende gebouwen in het stadsdeel zijn het warenhuis KaDeWe en het Rathaus Schöneberg, waar tijdens de deling van het stad het West-Berlijnse bestuur zetelde.

## Geschiedenis
Het dorp Schöneberg wordt voor het eerst schriftelijk vermeld in een oorkonde uit 1264, waarin markgraaf Otto III van Brandenburg een klooster in Spandau land in villa sconenberch schenkt. De kern van de waarschijnlijk rond 1200 gestichte nederzetting bevond zich op een lage heuvel aan de noordrand van de hoogvlakte van Teltow, rond de huidige Hauptstraße.

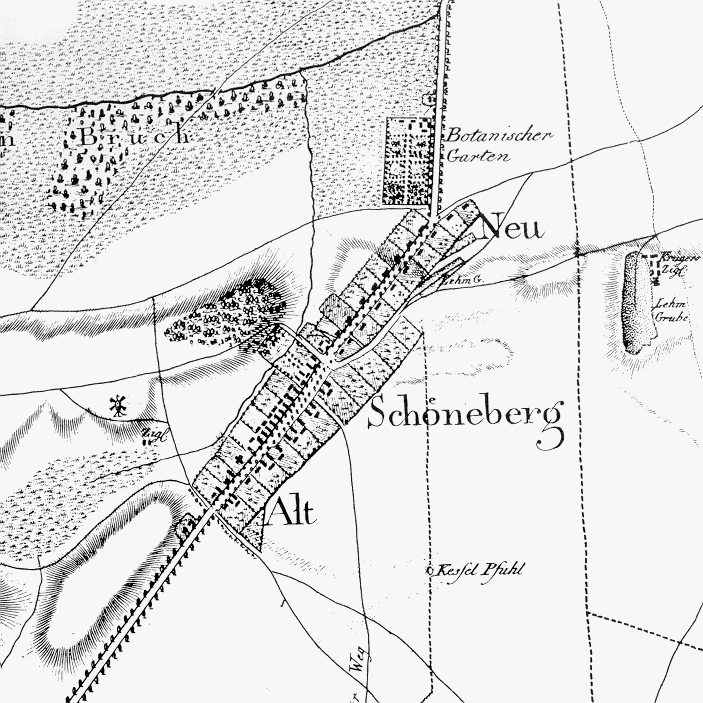
Alt- en Neu-Schöneberg in 1798

Rond 1750 stichtte Frederik II van Pruisen tegen de wil van de Schönebergse bevolking een tweede dorp, ten noordoosten van de oude dorpskern. In deze Neu-Schöneberg genoemde nederzetting werden uit Bohemen afkomstige wevers ondergebracht. In oktober 1760, tijdens de Zevenjarige Oorlog, legden Russische troepen Schöneberg in de as. Deze gebeurtenis bracht de Duitse en Boheemse Schönebergers nader tot elkaar, aangezien men zonder wederzijdse hulp niet kon overleven. Het zou echter tot 1874 duren voordat Alt- en Neu-Schöneberg samen één gemeente gingen vormen.
In het midden van de 19e eeuw begon de Pruisische hoofdstad Berlijn uit zijn voegen te barsten. De stad breidde onder meer uit op het grondgebied van Schöneberg en in 1861 werd een deel van het dorp door Berlijn geannexeerd. Ook de verschoven stadsgrenzen bleken echter al snel te krap; het overgebleven deel van Schöneberg raakte steeds dichter bebouwd. De bevolking steeg dienovereenkomstig: na de annexatie van 1861 had de gemeente nog geen 3000 inwoners, in 1885 was dit aantal tot 16.000 gestegen en in 1900 telde Schöneberg al 96.000 zielen. Vele Schönebergse boeren werden schatrijk door de verkoop van hun akkers ten behoeve van de woningbouw.

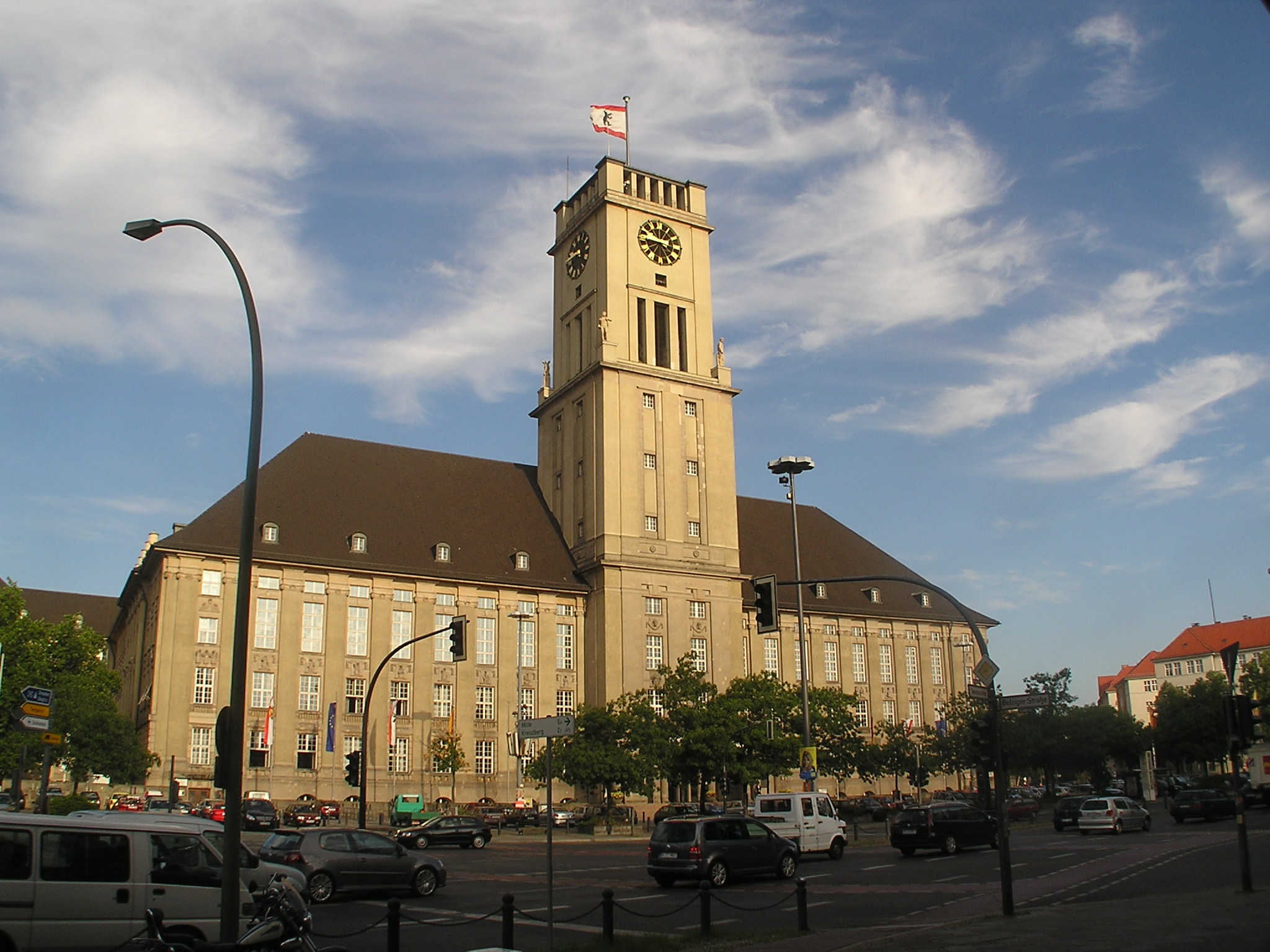
Rathaus Schöneberg

Op 1 april 1898 kreeg Schöneberg de reeds lang gewenste stadsrechten. De eerste burgemeester van de stad was Rudolph Wilde, onder wiens bewind Schöneberg steeds meer grootstedelijke allure kreeg. Men maakte de eerste plannen voor de bouw van een nieuw raadhuis nabij het op een drooggelegd ven aangelegde stadpark en er ontstonden groots opgezette nieuwe woonwijken voor de gegoede burgerij. Daarnaast legde de stad een eigen metrolijn aan, die gereedkwam in 1910. Schöneberg was hiermee de tweede Duitse stad (na Berlijn en nog voor Hamburg) met een metro. De Schöneberger U-Bahn, die tegenwoordig als lijn U4 is geïntegreerd in het Berlijnse metronet, doorkruist Schöneberg van noord naar zuid en verbindt de Nollendorfplatz met de Innsbrucker Platz. Wilde maakte de realisering van de metrolijn en van het raadhuis (opgeleverd in 1914) niet meer mee; hij overleed in 1910 en werd opgevolgd door Alexander Dominicus. Het stadspark werd ter herinnering van de eerste burgemeester tot Rudolph-Wilde-Park omgedoopt. Eveneens in 1910 werd in de wijk het Berliner Sportpalast geopend, destijds de grootste schaatshal ter wereld. Hier werden in de loop der jaren vele sportwedstrijden, politieke evenementen en later ook popconcerten georganiseerd.
Op 1 oktober 1920 annexeerde Berlijn bijna honderd omliggende gemeenten, waardoor zijn oppervlakte verdertienvoudigde en het aantal inwoners bijna verdubbelde. Ook de stad Schöneberg werd een deel van Groot-Berlijn. In dit onderdeel van Berlijn ontwikkelde zich in de jaren 1920 al snel een grote homoscene en bars gericht op homo's en lesbiennes, zoals Eldorado en Toppkeller, vestigden zich hier.

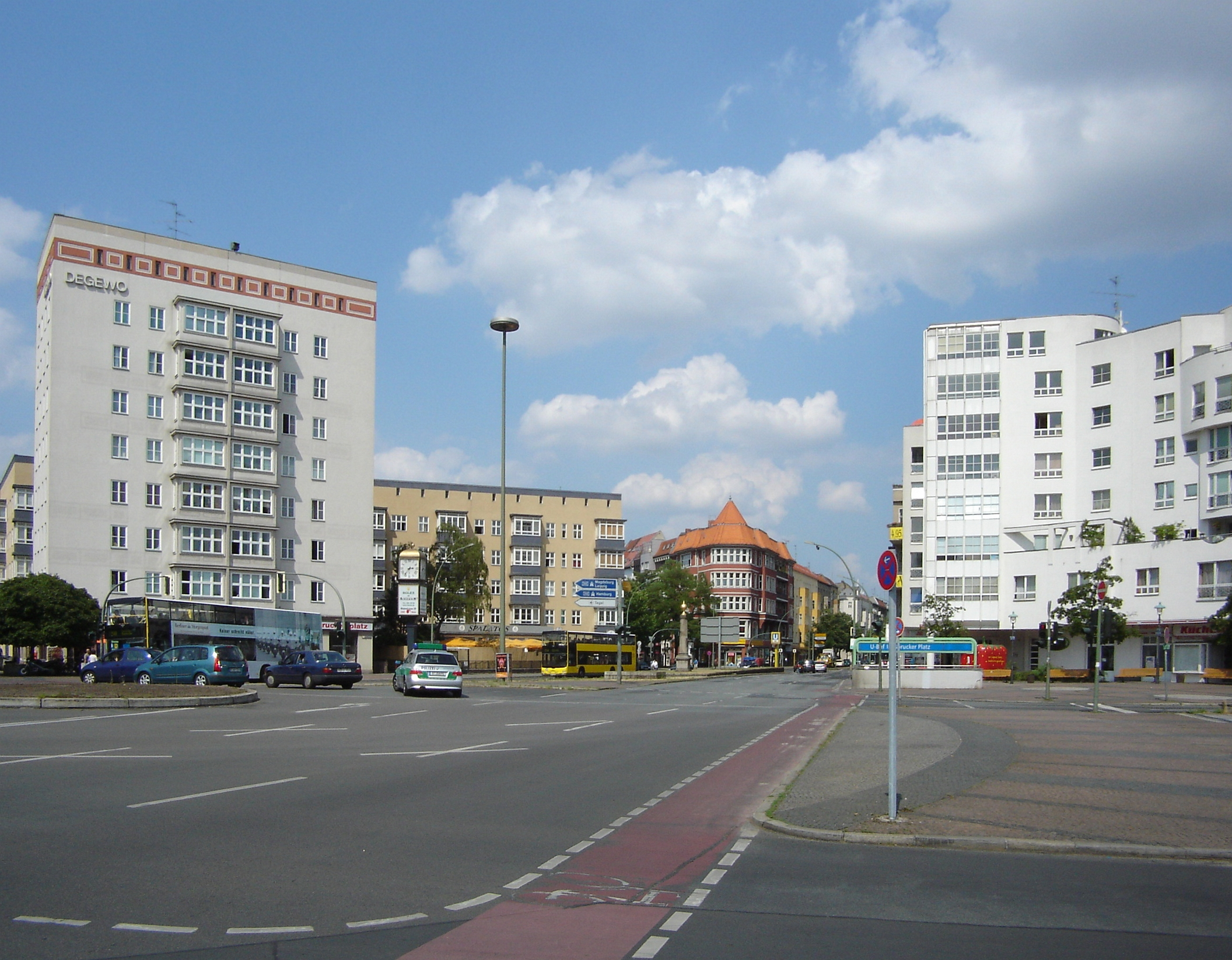
Naoorlogse bebouwing aan de Innsbrucker Platz

Schöneberg werd tijdens de Tweede Wereldoorlog zeer zwaar getroffen. Vele gebouwen en pleinen van rond de eeuwwisseling – de tijd van de groei-explosie – gingen onherstelbaar verloren door geallieerde bombardementen. De naoorlogse herbouw werd veelal aan de toen heersende smaak aangepast.
Bij de opdeling van Berlijn in bezettingszones kwam Schöneberg in de Amerikaanse sector te liggen, waardoor het stadsdeel vanaf 1949 tot West-Berlijn behoorde. Het Rathaus Schöneberg werd het centrum van het West-Berlijnse bestuur, daar het vroegere Berlijnse stadhuis, het Rotes Rathaus, in Oost-Berlijn lag. Voor het Schönebergse raadhuis sprak de Amerikaanse president John F. Kennedy op 26 juni 1963 de beroemd geworden woorden Ich bin ein Berliner. Schöneberg was direct na de oorlog tevens de zetel van het hoogste rechtsorgaan in Duitsland, de Alliierter Kontrolrat. Het in het gebouw van het Berlijnse Kammergericht gevestigde orgaan werd na de oprichting van de Bondsrepubliek en de DDR in 1949 opgeheven. Sinds de Duitse hereniging huisvest het Kammergericht wederom de hoogste Berlijnse rechtbank.

## Wijken

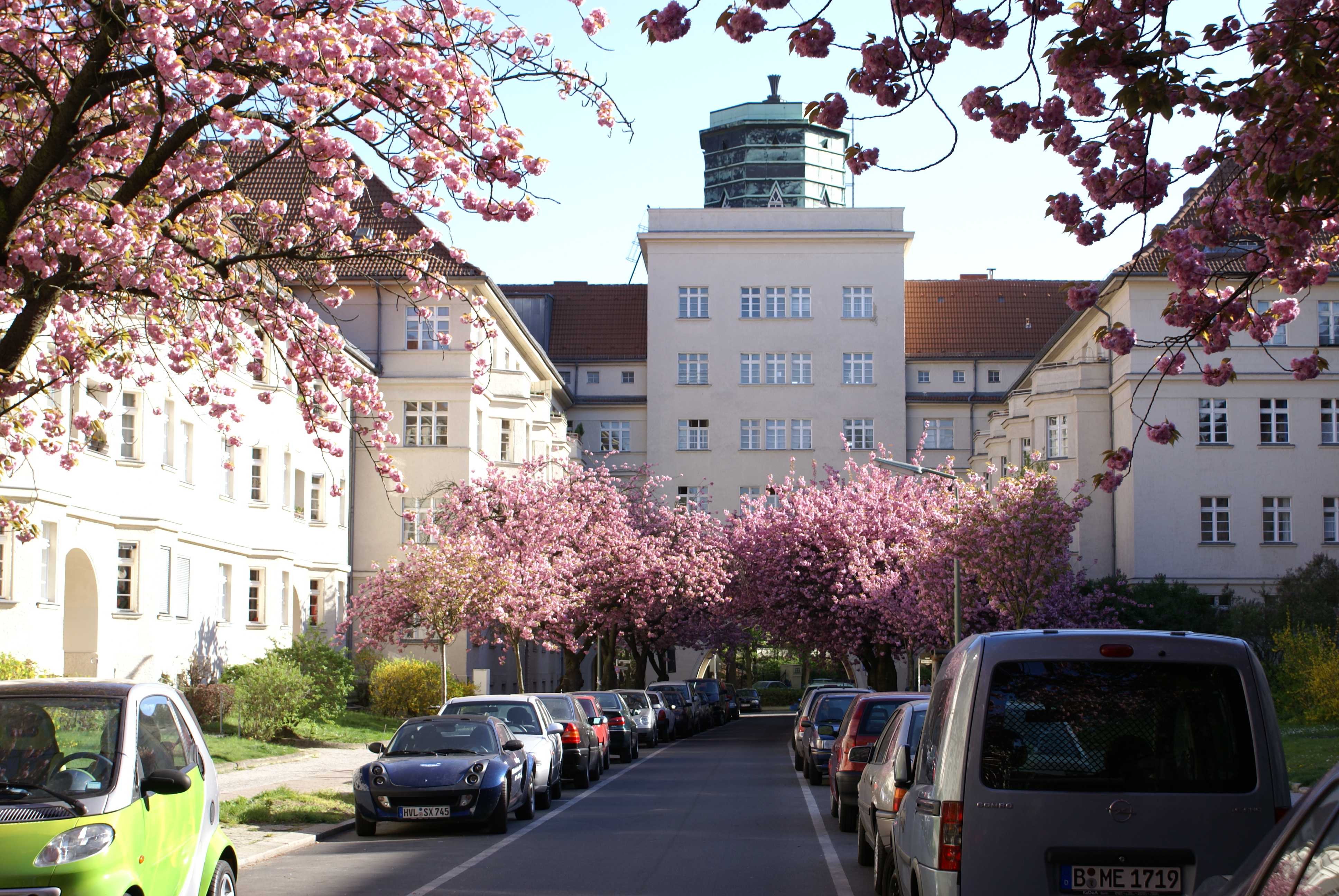
Ceciliengärten

- Bayerisches Viertel, het gebied tussen het raadhuis en de Wittenbergplatz. De wijk werd gebouwd aan het begin van de 20e eeuw en kent een geometrisch stratenpatroon waarvan de Bayerischer Platz het middelpunt is.
- Ceciliengärten, wooncomplex in art-decostijl, gesitueerd rond een aantal hofjes.
- Het gebied rond de Nollendorfplatz is een belangrijk uitgaanscentrum, vooral voor de homoscene. In juni vindt hier jaarlijks het lesbisch-schwule Stadtfest plaats, met een Gay Pride-optocht als hoogtepunt.
- Rote Insel, gelegen op een smalle strook tussen twee spoorlijnen, geldt traditioneel als een links bolwerk, waaraan het zijn naam (rood eiland) ook dankt. De wijk wordt gedomineerd door een grote gashouder.
- De Wittenbergplatz en de Tauentzienstraße (het verlengde van de Kurfürstendamm) liggen in een van de grootste winkelgebieden van Berlijn. Hier vindt men onder meer het Kaufhaus des Westens.

## Verkeer

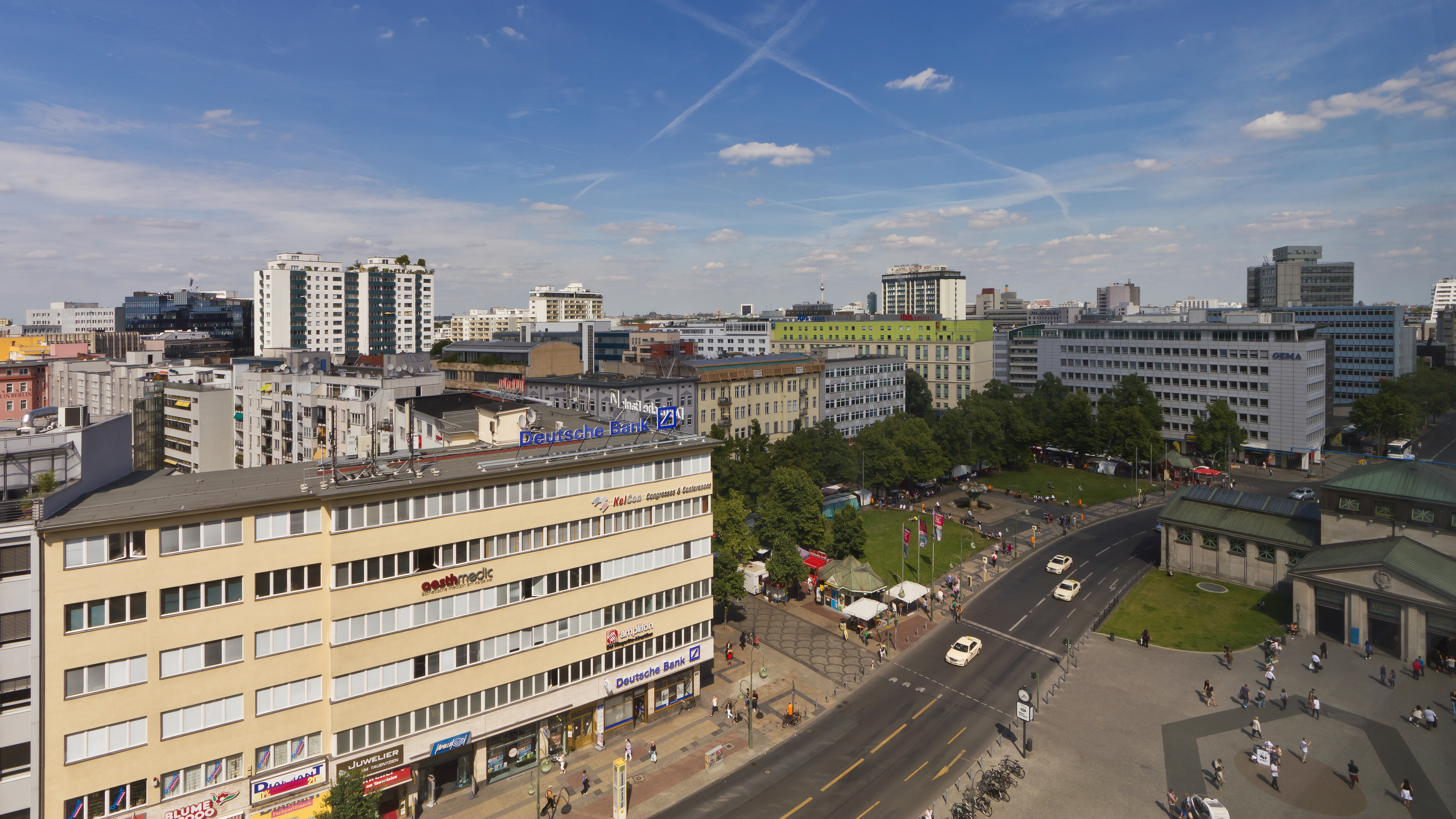
Wittenbergplatz

Schöneberg wordt doorsneden door het zuidelijke deel van de Berlijnse stadsringweg BAB 100, die ter hoogte van de Innsbrucker Platz in een tunnel gelegen is en bij het Autobahnkreuz (knooppunt) Schöneberg aansluiting geeft op de BAB 103. Belangrijke straten in noord-zuidrichting zijn de Martin-Luther-Straße en de as Hauptstraße-Potsdamer Straße, in oost-westrichting wordt het stadsdeel doorkruist door onder meer de Grunewaldstraße en de Generalszug Tauentzienstraße-Kleiststraße-Bülowstraße. Schöneberg telt een negental metrostations, waarvan Nollendorfplatz het belangrijkste is: hier kruisen vier lijnen. Het stadsdeel is ook te bereiken via de ring- en noord-zuidlijnen van de S-Bahn; deze lijnen kruisen elkaar in de stations Schöneberg en Südkreuz. Het laatstgenoemde station is sinds 2006 tevens een belangrijk spoorwegstation van het hoofdnet.

## Parken

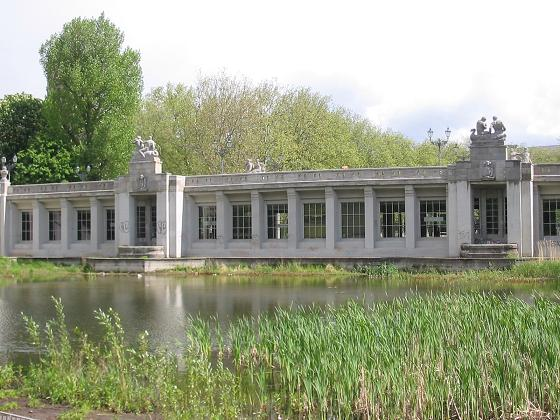
Rudolph-Wilde-Park

- Heinrich-Lassen-Park
- Heinrich-von-Kleist-Park
- Kurt-Hiller-Park
- Natur-Park Südgelände
- Nelly-Sachs-Park
- Rudolph-Wilde-Park

## Sport
1. FC Schöneberg speelt aan de Vorarlberger Damm. Voorganger VfL Schöneberg speelde in de jaren 50 en 60 enkele seizoenen in de hogere reeksen. De Sportplatz Monumentenstraße is de thuishaven van BSC Kickers 1900. De club speelde elf seizoenen in de hoogst klasse, waarvan 1961 de laatste keer was. In 1927 bereikte de club de kwartfinale om de landstitel. Tot 1975 speelde de club nog geregeld in de tweede en derde klasse.
FC Internationale Berlin speelde aan de Dominicus Sportplatz.

## Onderwijs
Tot 1959 bevond zich nabij het Rathaus Schöneberg de Deutsche Hochschule für Politik (Hogeschool voor politicologie). Deze onderwijsinstelling werd echter onderdeel van het Otto-Suhr-Institut van de Vrije Universiteit Berlijn en verhuisde naar Dahlem. Sinds 1971 kent Schöneberg wederom een instelling voor hoger onderwijs: de Fachhochschule für Wirtschaft Berlin. Deze hogeschool voor economie en rechtsgeleerdheid is gevestigd in het vroegere gebouw van de Hochschule für Politik in de Badensche Straße.

## Geboren in Berlin-Schöneberg
- Nelly Sachs (1891-1970), schrijfster uit de Exilliteratur en Nobelprijswinnares (1966)
- Charlotte Charlaque (1892-1963), transvrouw, vertaalster en artiest
- Marlene Dietrich (1901-1992), Duits-Amerikaanse actrice en zangeres
- Ted Herold (1942-2021)  schlagerzanger

Friedenau ·
Lichtenrade ·
Marienfelde ·
Mariendorf ·
Schöneberg ·
Tempelhof